# S. A. Zaidi
S. A. Zaidi là một đạo diễn phim người Dubai tại Các Tiểu vương quốc Ả Rập Thống nhất (UAE). Ông được nhiều người biết đến qua bộ phim khoa học viễn tưởng Ả Rập đầu tiên Aerials (Không trung), và phim khoa học viễn tưởng hậu tận thế The Sons of Two Suns (Những đứa con hai Mặt Trời) của UAE.

## Thân thế và sự nghiệp
S. A. Zaidi sinh trưởng tại Các Tiểu Vương quốc Ả Rập Thống nhất nhưng gốc Pakistan. Cha ông là Tiến sĩ Syed Azhar Ali Zaidi nổi tiếng là nhà tiên phong về văn học Urdu.
Bộ phim đầu tay của ông mang tên The Sons of Two Suns (Những đứa con hai Mặt Trời), được công chiếu lần đầu tại Liên hoan phim vùng Vịnh, Liên hoan phim Quốc tế Dubai và có buổi ra mắt tại nước Mỹ trong Liên hoan phim Khoa học viễn tưởng Boston
Năm 2016, S. A. Zaidi đã cho phát hành bộ phim tiếp theo là Aerials (Không trung) tại các rạp chiếu phim trên khắp Các Tiểu vương quốc Ả Rập Thống nhất. Tác phẩm này được công nhận là bộ phim khoa học viễn tưởng đầu tiên ở Trung Đông.
Ông đứng ra thành lập công ty Fat Brothers Films cùng với nhà sản xuất phim người UAE Ghanem Ghubash.

## Danh mục phim
| Năm  | Phim                                              | Vai trò               | Thể loại            | Chú thích   |
| ---- | ------------------------------------------------- | --------------------- | ------------------- | ----------- |
| 2013 | The Sons of Two Suns (Những đứa con hai Mặt Trời) | Đạo diễn và Biên kịch | Khoa học viễn tưởng | Phim ngắn   |
| 2016 | Aerials (Không trung)                             | Đạo diễn và Biên kịch | Khoa học viễn tưởng | Phim truyện |